# ニコニコラジオ大阪チャンネル
ニコニコラジオ大阪チャンネル（ニコニコラジオおおさかチャンネル）は、「ニコニコチャンネル」に存在するチャンネルの一つである。ラジオ大阪「1314 V-STATION」関連の番組等を配信する目的で、2010年3月1日に開設された。
その後、2013年06月03日に「ニコニコラジオ大阪チャンネル」を「ラジオ大阪チャンネル」としてリニューアルしたことにより、「ニコニコラジオ大阪チャンネル」は「岩田光央・鈴村健一 スウィートイグニッションチャンネル」にチャンネル名が変更された。 

## コンテンツ

### チャンネル動画
- 岩田光央・鈴村健一 スウィートイグニッション
- 声優Vステグランプリガール アニメGOE（2010年4月 - ）
- サオリリスのリリカルちゃんぷる ダイジェスト（2010年9月10日 - ）

### 生放送[注 2]
- 岩田光央・鈴村健一 スウィートイグニッション
- おしゃべりイグニッション
- ちゃりんこアーバンライナー鑑賞会
- SOUL IGNITION鑑賞会
- ニコニコラジオ大阪チャンネル年越し生放送
- Ｖステリスナーの集まれる場所
- サオリリスのリリカルちゃんぷる 最終回SP!!
- お好み後藤邑子
- スウィートイグニッショントークライブ　Powered by FEZ
- せいやん・ＹＵＲＩＡの美少女ゲームは嫌い～ニコ生は楽屋裏からお届け♪
- 第一回Vステキックベース大会[注 3]
- 上坂すみれの装甲親衛歩兵連隊放送
- 宮村優子・岩田光央のたまには近況報告して行こう！
- 「夜中メイクが気になったから」
- 第一回　スウィートイグニッション10年祭 イン 電撃20年祭 with 歴史魂
- 小見川千明の「ゆるっとふわっと」
- 國府田マリ子・南かおりのブンブンGM
- 岩田光央のラジオ大阪開局55周年記念スペシャルイベント大発表スペシャル
- 「鈴村健一39歳の挑戦」
- スウィートイグニッション系列番組オーディション
- 木村昴×外崎友亮「ビバップ・コミュニケーション」
- スウィートイグニッション